# Petrolândia (Pernambuco)
Petrolândia é um município brasileiro do estado de Pernambuco, Região Nordeste do país. Localiza-se no Vale do São Francisco pernambucano.
Está localizado às margens do Rio São Francisco e a uma distância de aproximadamente 412 km da capital pernambucana, Recife. Tem o sexto maior PIB e o quarto maior PIB per capita do estado, onde ganha destaque nos setores da indústria, comércio, agropecuária e turismo e por abrigar a Usina Hidrelétrica Luiz Gonzaga.
Petrolândia é a Capital Pernambucana da Coconicultura, no que confere a Lei Nº 14.591, de 21 de março de 2012.

### História

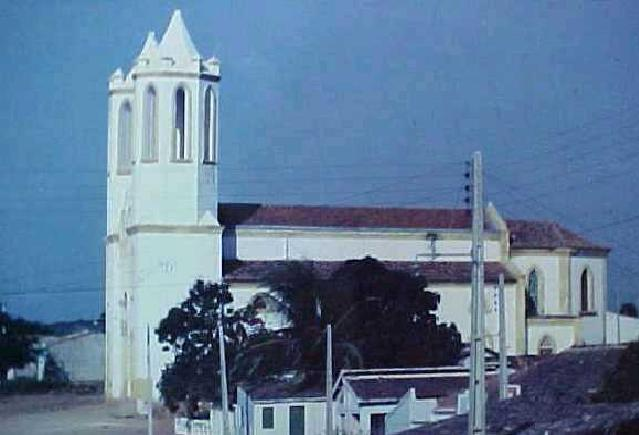
Igreja Matriz da antiga Petrolândia.

A colonização da região começou no século XVIII, quando foram fundadas as fazendas Brejinho da Serra e Brejinho de Fora. Os primeiros núcleos de povoamento surgiram onde havia uma frondosa árvore de jatobá e um bebedouro para o gado. Por causa disso, o povoado ficou conhecido como Bebedouro de Jatobá.
Em 1877, a região recebeu a visita do Imperador D. Pedro II, que ordenou a construção de um cais e de uma ferrovia que ligava economicamente o alto e o baixo São Francisco.
Em 1887, a sede do município de Tacaratu é transferida para o povoado de Jatobá que, mais tarde, seria elevada à categoria de cidade em 1 de julho de 1909. O município recebeu a atual denominação em homenagem ao Imperador D. Pedro II.
A história do município passou por uma enorme transformação nos anos 80 devido à construção da Usina Hidrelétrica Luiz Gonzaga (também conhecida como Usina Hidrelétrica de Itaparica), que resultou na inundação da antiga cidade pelo lago de Itaparica e obrigou a transferência dos moradores para a atual cidade em 1988. O município de Petrolândia vem se tornando nos últimos anos um dos mais importantes da região.

## Geografia
De acordo com a divisão regional vigente desde 2017, instituída pelo IBGE, o município pertence às Regiões Geográficas Intermediária e Imediata de Serra Talhada. Até então, com a vigência das divisões em microrregiões e mesorregiões, fazia parte da microrregião de Itaparica, que por sua vez estava incluída na mesorregião do São Francisco Pernambucano.
Localiza-se a uma latitude 08º58'45" sul e a uma longitude 38º13'10" oeste, estando a uma altitude de 282 metros.

### Limites
| Noroeste: Floresta                | Norte: Floresta      | Nordeste: Tacaratu |
| Oeste: Floresta e Estado da Bahia |                      | Leste: Tacaratu    |
| Sudoeste: Estado da Bahia         | Sul: Estado da Bahia | Sudeste: Jatobá    |

### Saneamento e Urbanização
Apresenta 58,8% de domicílios com esgotamento sanitário adequado, 30,76% de domicílios urbanos em vias públicas com arborização e 1,8% de domicílios urbanos em vias públicas com urbanização adequada (presença de bueiro, calçada, pavimentação e meio-fio).

### Educação
Em 2022, a taxa de escolarização de 6 a 14 anos de idade era de 98,72% Em relação ao IDEB, no ano de 2023, o IDEB para os anos iniciais do ensino fundamental na rede pública era 5,3 e para os anos finais, de 4,8.

### Hidrografia
O município está inserido na bacia do Rio São Francisco.
Bandeira
Durante o primeiro mandato do Prefeito José Dantas de Lima (1977-1982), o Colégio Municipal São Francisco, sob a direção de Maria do Socorro Nunes de Souza (conhecida como Maria de Santo), promoveu um concurso inovador destinado a todos os alunos da rede municipal, incluindo os do Núcleo Colonial de Barreiras. O objetivo era criar um símbolo representativo para a futura Bandeira do Município, expandindo assim o horizonte educacional para além das salas de aula.
Com o apoio da Prefeitura, que se comprometeu a premiar o vencedor, os participantes foram desafiados a incorporar em seus desenhos características distintas do Nordeste e do próprio município, destacando o rio São Francisco, elemento vital para a região.
Sob a orientação dedicada da professora Maria Leonor Lima e Sá, os alunos deram asas à criatividade, produzindo seus desenhos simultaneamente na escola. Posteriormente, uma banca examinadora composta por professores do Colégio avaliou as propostas, culminando na seleção do vencedor.
Arnaldo José de Souza, então aluno do curso de contabilidade, destacou-se entre os concorrentes. Sua habilidade artística aliada ao seu talento como futuro contador foram reconhecidos, rendendo-lhe a honra de vencer o concurso. Como prêmio, Arnaldo recebeu a dispensa do pagamento de uma anuidade do curso técnico em Contabilidade que frequentava no próprio Colégio São Francisco.
O projeto vencedor não apenas adornou a Bandeira Municipal e documentos oficiais, mas também foi adaptado para atender às normas legais vigentes. Mantendo elementos como o sol e o mandacaru, símbolos do clima e da flora característicos do sertão, e incorporando os afluentes Moxotó e Mandantes do rio São Francisco, o brasão foi enriquecido para refletir a identidade única do município.
No topo do escudo, o leão, representando a bravura do povo pernambucano, simboliza a proteção do Estado. As cores azul e branco da bandeira de Pernambuco foram incorporadas, unindo o município à sua história e tradição estaduais.
A primeira bandeira confeccionada para o município teve o brasão pintado à mão por Leone Cruz, jovem petrolandense, adicionando um toque pessoal e artístico à sua criação.
Embora tenha sido rapidamente adotado pela comunidade, somente em 17 de agosto de 2016 a obrigatoriedade do uso do brasão foi oficializada. Isso ocorreu após a aprovação pela Câmara do projeto de Lei 145/2016, apresentado pelo então vereador Carlos Alberto Araújo Correia. Este evento marcou um momento importante na consolidação do símbolo municipal e sua representação oficial.
O clima do município é o clima semiárido, do tipo Bsh. Os verões são quentes e úmidos, é neste período em que praticamente quase toda chuva do ano cai. Os invernos são mornos e secos, com a diminuição de chuvas; as mínimas podem chegar a 15 °C. As primaveras são muito quentes e secas, com temperaturas muito altas, que em que algumas ocasiões podem chegar a mais de 35 °C.
Segundo dados do Instituto Nacional de Meteorologia (INMET), referentes ao período de 1961 a 1975 (até 31 de agosto), a temperatura mínima absoluta registrada em Petrolândia foi de 8,2 °C em 19 de junho de 1971, e a maior atingiu 38 °C em 15 de novembro de 1973. O maior acumulado de precipitação registrado em 24 horas foi de 126,8 milímetros em 23 de abril de 1962. O menor índice de umidade relativa do ar foi de 16% em 25 de outubro de 1974.
| Dados climatológicos para Petrolândia | Dados climatológicos para Petrolândia | Dados climatológicos para Petrolândia | Dados climatológicos para Petrolândia | Dados climatológicos para Petrolândia | Dados climatológicos para Petrolândia | Dados climatológicos para Petrolândia | Dados climatológicos para Petrolândia | Dados climatológicos para Petrolândia | Dados climatológicos para Petrolândia | Dados climatológicos para Petrolândia | Dados climatológicos para Petrolândia | Dados climatológicos para Petrolândia | Dados climatológicos para Petrolândia |
| Mês | Jan                                   | Fev                                   | Mar                                   | Abr                                   | Mai                                   | Jun                                   | Jul                                   | Ago                                   | Set                                   | Out                                   | Nov                                   | Dez                                   | Ano                                   |
| --- | ------------------------------------- | ------------------------------------- | ------------------------------------- | ------------------------------------- | ------------------------------------- | ------------------------------------- | ------------------------------------- | ------------------------------------- | ------------------------------------- | ------------------------------------- | ------------------------------------- | ------------------------------------- | ------------------------------------- |
| Temperatura máxima recorde (°C) | 37,2                                  | 35,4                                  | 37,2                                  | 34,4                                  | 31,8                                  | 32                                    | 32,9                                  | 30,5                                  | 36                                    | 37,6                                  | 38                                    | 37,4                                  | 38                                    |
| Temperatura máxima média (°C) | 32,1                                  | 32                                    | 31,6                                  | 30,5                                  | 27,9                                  | 26,1                                  | 25                                    | 25,8                                  | 28,3                                  | 30,4                                  | 31,9                                  | 32                                    | 32,1                                  |
| Temperatura média (°C) | 26,3                                  | 26,1                                  | 26                                    | 25,4                                  | 23,6                                  | 22                                    | 20,9                                  | 21,4                                  | 23,3                                  | 24,8                                  | 25,9                                  | 26                                    | 24,3                                  |
| Temperatura mínima média (°C) | 20,5                                  | 20,3                                  | 20,5                                  | 20,3                                  | 19,3                                  | 17,9                                  | 16,9                                  | 17                                    | 18,3                                  | 19,2                                  | 20                                    | 20,1                                  | 20,5                                  |
| Temperatura mínima recorde (°C) | 16,6                                  | 17,4                                  | 14                                    | 10,4                                  | 10                                    | 8,2                                   | 9                                     | 9                                     | 12,6                                  | 9                                     | 8,8                                   | 15,6                                  | 8,2                                   |
| Precipitação (mm) | 49,8                                  | 69,1                                  | 112                                   | 68,2                                  | 22,1                                  | 11                                    | 14,1                                  | 2,4                                   | 3,2                                   | 10,4                                  | 14,8                                  | 51                                    | 428,1                                 |
| Dias com precipitação (≥ 1 mm) | 3                                     | 4                                     | 7                                     | 4                                     | 3                                     | 2                                     | 3                                     | 1                                     | 0                                     | 1                                     | 2                                     | 3                                     | 33                                    |
| Umidade relativa (%) | 63,8                                  | 66,9                                  | 69,3                                  | 70,5                                  | 73,8                                  | 75,2                                  | 75,4                                  | 70,3                                  | 64,6                                  | 59,5                                  | 58,2                                  | 60,6                                  | 67,3                                  |
| Fonte: Instituto Nacional de Meteorologia (precipitação, dias com precipitação e umidade, 1961-1990; recordes de temperatura máxima: 10/1971, 09/1973 a 01/1974, 09/1974 a 08/1975 e mínima de 1961 a 1975); |                                       |                                       |                                       |                                       |                                       |                                       |                                       |                                       |                                       |                                       |                                       |                                       |                                       |
| Fonte 2: Climate Data (médias de temperatura). |                                       |                                       |                                       |                                       |                                       |                                       |                                       |                                       |                                       |                                       |                                       |                                       |                                       |

### Relevo
O relevo de Petrolândia é remontado basicamente pelo Planalto da Borborema, localizado a leste, uma das principais causas pela secura do sertão, já que o planalto impede a chegada de chuvas a região, causando grandes estiagens, a Bacia do Rio Parnaíba, a oeste, e algumas elevações, como as chapadas e os planaltos, um exemplo é a Chapada de Diamantina. Ao litoral vemos as planícies..

### Solo
Em relação aos solos, nos Patamares Compridos e Baixas Vertentes do relevo suave ondulado ocorrem os Planossolos, mal drenados, fertilidade natural média problemas de sais; Topos e Altas Vertentes, os solos Brunos não Cálcicos, rasos e fertilidade natural alta; Topos e Altas Vertentes do relevo ondulado ocorrem os Podzólicos, drenados e fertilidade natural média e as Elevações Residuais com os solos Litólicos, rasos, pedregosos e fertilidade natural média.

### Geologia
O município de Petrolândia é constituída pelos litotipos dos complexos Gnáissico-migmatítico Sobradinho-Remanso e Riacho Seco, dos gnaisses Arapuá, Bangê e Bogó, do Complexo Saúde, dos Granitóidessin e póstectônicos.

## Demografia
Sua população foi estimada em 34.161 habitantes, conforme dados do Instituto Brasileiro de Geografia e Estatística (IBGE) de acordo com o censo realizado no ano de 2022! Dados divulgados no ano de 2023.

## Política
O poder executivo do município é exercido por Fabiano Jaques Marques, do Partido Republicanos, e o poder legislativo é presidido pelo vereador Dedé de França, do partido Partido Social Democrático PSD.
| Ano       | Prefeito (a)                                    | Partido      | Vice - Prefeito (a)                     | Partido |
| --------- | ----------------------------------------------- | ------------ | --------------------------------------- | ------- |
| 1977/1982 | José Dantas de Lima                             | ARENA        |                                         |         |
| 1983/1986 | Francisco Simões de Lima                        |              | Itamar Leite                            |         |
| 1987/1988 | Itamar Leite                                    |              |                                         |         |
| 1989/1992 | José Dantas de Lima                             | PMB          |                                         |         |
| 1993/1996 | Amadeu de Souza Lima                            | PDT          | Francisco Simões de Lima                |         |
| 1997/2000 | Francisco Simões de Lima                        | PMDB         | Cícero Moura Freire                     |         |
| 2001/2003 | Francisco Simões de Lima (in memoriam)          | PMDB         | Antônio Marcos de Souza                 |         |
| 2003/2004 | Antônio Marcos de Souza                         | PPS          | Cargo Vago                              |         |
| 2005/2008 | Antônio Marcos de Souza                         | PPS          | Antônio Vieira Teles                    |         |
| 2009/2012 | Lourival Antônio Simões Neto                    | PR           | Antônio Vieira Teles                    |         |
| 2013/2016 | Lourival Antônio Simões Neto                    | PR           | Janielma Maria Ferreira Rodrigues Souza |         |
| 2017/2017 | Ricardo Rodolfo Souza Leal (renunciou ao cargo) | PR           | Janielma Maria Ferreira Rodrigues Souza | PSB     |
| 2017/2020 | Janielma Maria Ferreira Rodrigues Souza         | PSB          | Cargo Vago                              |         |
| 2021/2024 | Fabiano Jaques Marques                          | REPUBLICANOS | Rogerio Gomes de Sá (Rogério Novaes)    | PSD     |
| 2025/Hoje | Fabiano Jaques Marques                          | REPUBLICANOS | Rogerio Gomes de Sá (Rogério Novaes)    | PSD     |

| Posição | Candidato            | Partido      | Situação | Votos | %     |
| ------- | -------------------- | ------------ | -------- | ----- | ----- |
| 1º      | Evaldo da Melancia   | PT           | Eleito   | 941   | 4,79% |
| 2º      | Professor Evaldo     | PSB          | Eleito   | 903   | 4,60% |
| 3º      | Velto da Agrovila    | PV           | Eleito   | 849   | 4,33% |
| 4º      | Delano de Dona Santa | PSB          | Eleito   | 844   | 4,30% |
| 5º      | Dedé de França       | PSD          | Eleito   | 835   | 4,25% |
| 6º      | Fabrício Cavalcante  | REPUBLICANOS | Eleito   | 831   | 4,23% |
| 7º      | Jadinho da Clínica   | REPUBLICANOS | Eleito   | 705   | 3,59% |
| 8º      | Naldo da Ambulância  | PSD          | Eleito   | 669   | 3,41% |
| 9º      | Nego Almeida         | REPUBLICANOS | Eleito   | 658   | 3,35% |
| 10º     | Gil da Cesta Básica  | PSD          | Eleito   | 601   | 3,06% |
| 11º     | Keno do Logradouro   | PT           | Eleito   | 586   | 2,99% |
| 12º     | Adelina Martins      | PV           | Eleita   | 581   | 2,96% |
| 13º     | Cristiano da Van     | PSB          | Eleito   | 508   | 2,59% |

### Economia
Segundo dados divulgado pelo IBGE, referente ao ano de 2024, as receitas brutas realizadas foram de R$ 236.013.940,77 (duzentos e trinta e seis milhões treze mil novecentos e quarenta reais e setenta e sete centavos), enquanto as despesas brutas empenhadas foram de 207.616.947,45 (duzentos e sete milhões seiscentos e dezesseis mil novecentos e quarenta sete reais e quarenta e cinco centavos). O Índice de Desenvolvimento Humano (IDH), segundo dados de 2010, é de 0,623. A Densidade Demográfica, de acordo com dados de 2022, é de 32,33 habitante por quilômetro quadrado. Sendo o setor da indústria o mais  representativo na economia petrolandense, somando 401.510 milhões. Já os setores de serviços e da agricultura representam 191.112 milhões e 15.440 milhões, respectivamente. O PIB per capita do município é de 19.212,21 mil reais (5° maior do estado), um dos maiores do Estado.

## Estrutura

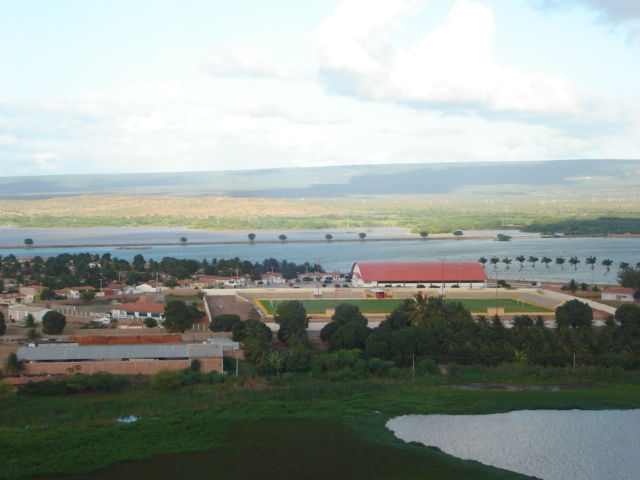
Nova Petrolândia vista da serrota.

### Saúde
A cidade conta com 12 estabelecimentos de saúde, sendo 10 deles públicos municipais e dois privados.

### Transportes
O município é cortado pela BR-316 e BR-110. Estando a pouco mais de 70 km do aeroporto de Paulo Afonso, no Estado da Bahia.

### Comunicação
O município recebe o sinal de TV do município de Caruaru, Petrolina e Recife.

## Turismo

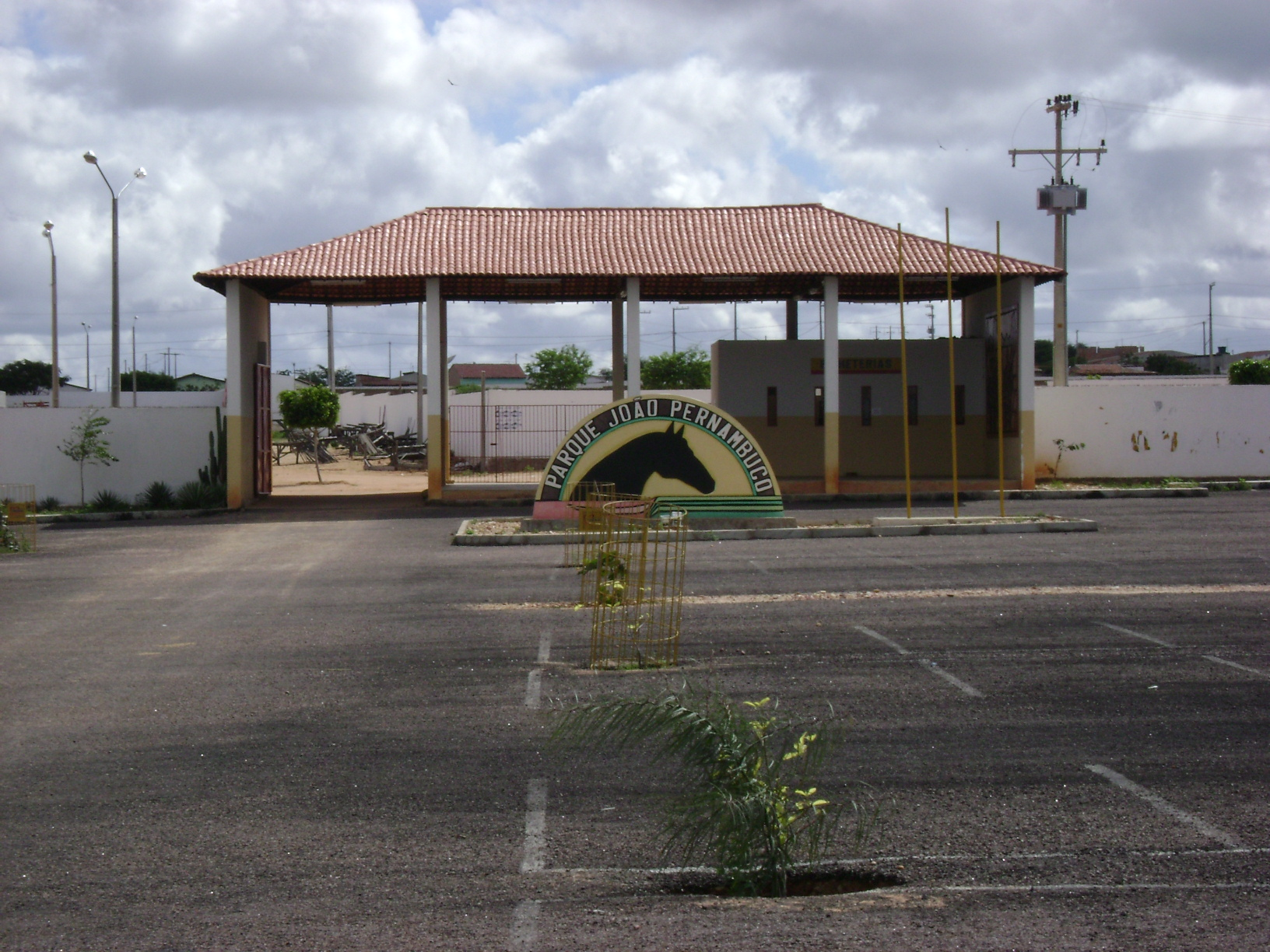
Parque de Vaquejada João Pernambuco.

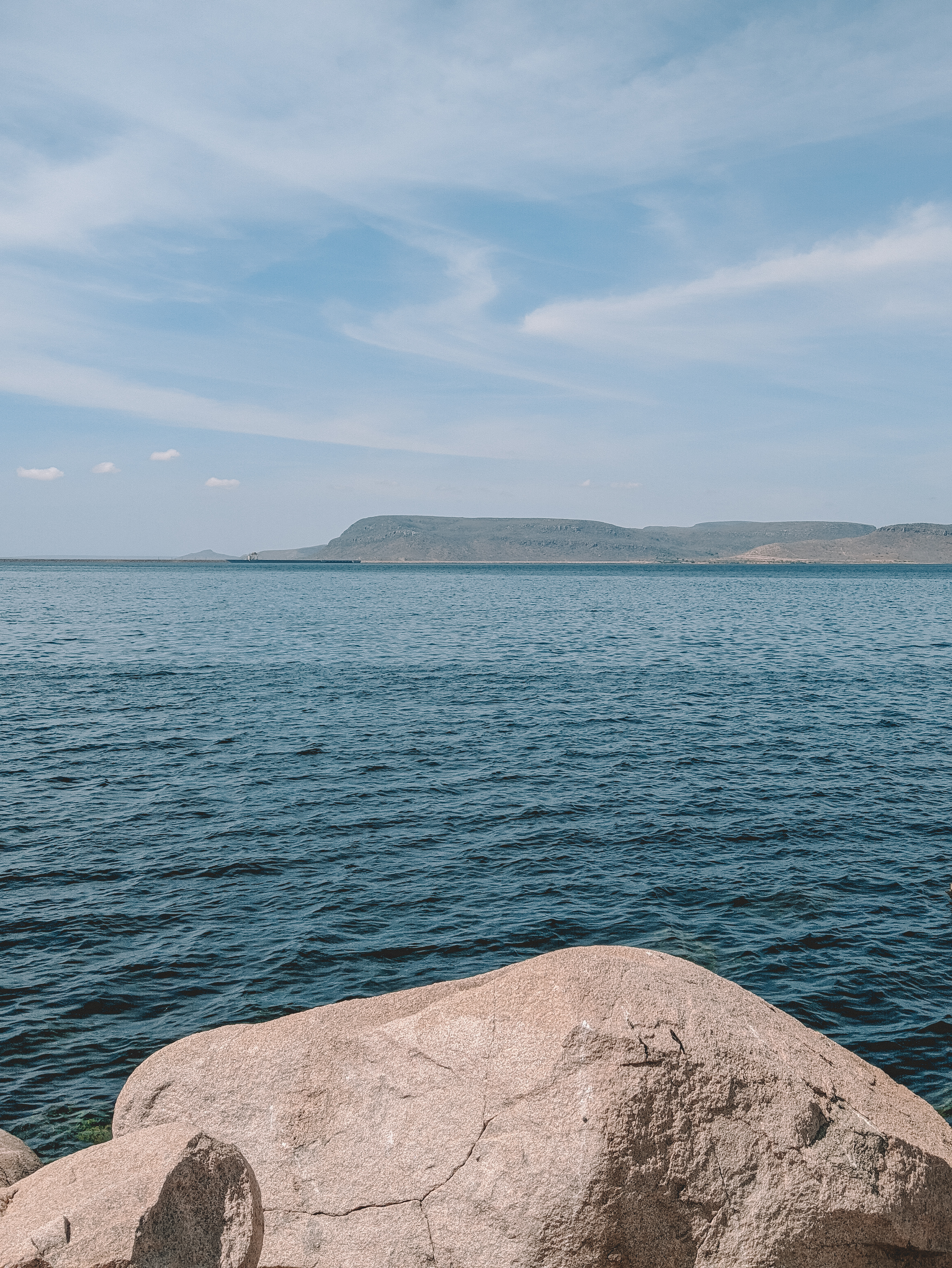
Rio São Francisco em Petrolândia.

O município tem atualmente um crescimento do turismo, tendo como principais destinos a Igreja Submersa, Ilha de Rarrá e Praia do Sobrado. 

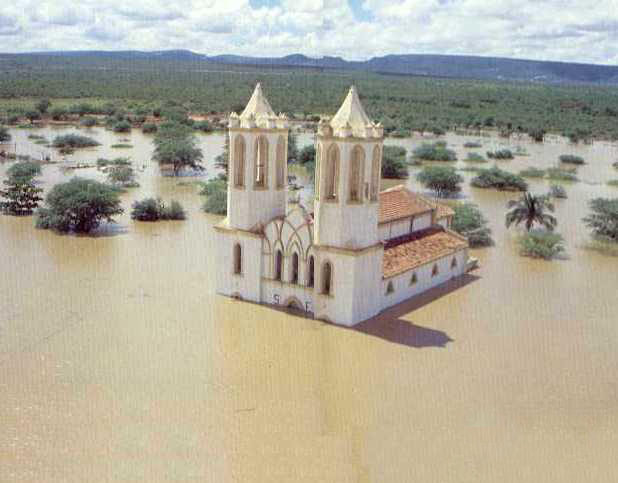
Igreja Matriz da antiga Petrolândia submersa pelas águas do rio São Francisco.

### Artesanato
Os bordados, a tapeçaria (usando como matéria-prima a linha e o lacê), as peças em crochê e as esculturas em madeira. A Cestaria também é um artesanato forte, principalmente na região dos lagos, onde pode ser encontrado cestas de todos os tipos e gostos.